# Nara Occidental
Nara Occidental és un canal de reg al Sind, Pakistan, que surt de l'Indus a 27° 29′ N, 68° 20′ E / 27.483°N,68.333°E prop de Kathia i corre al sud i després de 222 km desaigua al llac Manchhar. El canal és natural però s'ha millorat artificialment amb diverses obres; és navegable per bots tots el seu curs, entre maig i setembre. Té diverses branques secundàries.